# Grande Prêmio da Estíria
O Grande Prêmio da Estíria (em alemão:  Großer Preis der Steiermark) foi um evento de Fórmula 1 realizado entre 2020 e 2021 no Red Bull Ring, localizado em Spielberg, na Estíria, Áustria. O Grande Prêmio recebeu este nome para se diferenciar da segunda corrida realizada no país, o Grande Prêmio da Áustria.

## Vencedores
| Ano  | Piloto         | Equipe                | Circuito      | Detalhes |
| ---- | -------------- | --------------------- | ------------- | -------- |
| 2020 | Lewis Hamilton | Mercedes              | Red Bull Ring | Detalhes |
| 2021 | Max Verstappen | Red Bull Racing-Honda | Red Bull Ring | Detalhes |